# Hammenhögs socken
Hammenhögs socken i Skåne ingick i Ingelstads härad, uppgick 1969 i Simrishamns stad och området ingår sedan 1971 i Simrishamns kommun och motsvarar från 2016 Hammenhögs distrikt.
Socknens areal är 11,58 kvadratkilometer varav 11,59 land. År 2000 fanns här 989 invånare.  Tätorten Hammenhög med sockenkyrkan Hammenhögs kyrka ligger i socknen.

## Administrativ historik
Socknen har medeltida ursprung. 
Vid kommunreformen 1862 övergick socknens ansvar för de kyrkliga frågorna till Hammenhögs församling och för de borgerliga frågorna bildades Hammenhögs landskommun. Landskommunen utökades 1952 och uppgick 1969 i Simrishamns stad som 1971 ombildades till Simrishamns kommun. Församlingen utökades 2002, och uppgick 2017 i Gärsnäs församling.
1 januari 2016 inrättades distriktet Hammenhög, med samma omfattning som församlingen hade 1999/2000.  
Socknen har tillhört län, fögderier, tingslag och domsagor enligt vad som beskrivs i artikeln Ingelstads härad. De indelta soldaterna tillhörde Södra skånska infanteriregementet, Ingelsta och Albo kompanier.

## Geografi
Hammenhögs socken ligger sydväst om Simrishamn på Österlen. Socknen är en uppodlad slättbygd.

## Fornlämningar
En gånggrift från stenåldern finns här. Från bronsåldern finns gravhögar och en sliprännesten.

## Namnet
Namnet skrevs 1379 Hamundahögh och kommer från kyrkbyn. Namnet innehåller mansnamnet Hamund och hög..